# Un fauteuil pour deux
Pour plus de détails, voir Fiche technique et Distribution.
Un fauteuil pour deux (Trading Places) est un film américain réalisé par John Landis et sorti en 1983. Il raconte l'histoire d'un courtier en matières premières de la classe supérieure (Dan Aykroyd) et d'un pauvre arnaqueur de rue (Eddie Murphy) dont les vies s'inversent lorsqu'ils sont involontairement l'objet du pari de deux hommes d'affaires visant à tester la réaction des hommes lorsque leurs conditions de vie changent du tout au tout.
Le scénariste Timothy Harris conçoit les grandes lignes du projet au début des années 1980 après avoir rencontré deux frères riches engagés dans une rivalité permanente. Lui et son collaborateur Weingrod développent l'idée comme un film avec Richard Pryor et Gene Wilder. Mais alors que les deux acteurs ne peuvent participer, Landis choisit Aykroyd, avec qui il avait auparavant travaillé, et un jeune acteur montant, Eddie Murphy, dans son deuxième film. Landis choisit également Jamie Lee Curtis, contre la volonté du studio Paramount Pictures, alors principalement célèbre pour ses rôles dans des films d'horreur, méprisés par la critique à l’époque. Le tournage principal se déroule de décembre 1982 à mars 1983 à Philadelphie et New York. Elmer Bernstein, le compositeur de la musique du film, utilise l'opéra Les Noces de Figaro de Mozart comme thème sous-jacent.
Un fauteuil pour deux est un grand succès au box-office, gagnant plus de 90,4 millions $, en faisant le quatrième plus grand succès de l'année aux États-Unis et au Canada, et 120,6 millions $ dans le monde. Il reçoit également des critiques généralement positives, saluant à la fois la distribution principale et la renaissance du genre de la comédie loufoque qui prévalait dans les années 1930 et 1940, tout en critiquant le manque du même message moral du genre en glorifiant l'accumulation de richesses. Il reçoit plusieurs nominations, dont une aux Oscars pour la partition de Bernstein, et remporte deux BAFTA pour Denholm Elliott et Jamie Lee Curtis. Le film lance également, ou revitalise, la carrière de ses acteurs principaux, qui apparaîtront chacun dans plusieurs autres films tout au long des années 1980, en particulier Eddie Murphy qui deviendra l'un des comédiens les mieux payés et les plus demandés d'Hollywood.
Dans les années qui suive sa sortie, le film est salué comme étant l'une des plus grandes comédies et films de Noël jamais réalisés, malgré certaines critiques concernant son utilisation de blagues et de termes racistes. En 2010, le film est cité par le Congrès des États-Unis comme un témoignage de la cause de la réforme du marché du commerce des matières premières conçue pour empêcher les délits d'initiés. En 1988, Bellamy et Ameche reprennent leurs personnages dans la comédie Un Prince à New York avec Eddie Murphy.

## Synopsis
Louis Winthorpe III est le directeur général de Duke & Duke Commodity Brokers, une florissante société de courtage en matières premières agricoles basée à Philadelphie. Billy Ray Valentine est un jeune roublard, rusé mais fauché. À leur insu, les deux hommes vont faire l’objet d’un pari insensé de la part des patrons de Louis, les frères Mortimer et Randolph Duke, deux personnages arrogants. Ces derniers ont en effet des points de vue divergents sur le rôle de l’acquis et de l’inné. Pour Mortimer, certaines personnes seront capables de réussir dans n'importe quelles situations, quand d’autres échoueront systématiquement. A l'inverse, Randolph croit qu'un gagnant peut déchoir dès lors que son environnement ne lui est plus favorable, et qu'un perdant pourrait réussir dès lors que les conditions y sont favorables. Ils conviennent alors de réaliser une expérience grandeur nature, le vainqueur remportant leur « montant habituel ».
Les deux hommes commencent par s’arranger pour discréditer Louis au cours d’une réunion, en le faisant passer publiquement pour un voleur, ce qui conduit à son arrestation, son licenciement et au gel de son compte en banque. Ils envoient également leur employé Beeks payer une femme nommée Ophélie pour embrasser Louis devant sa fiancée Pénélope. En parallèle, ils embauchent Billy et lui offrent la place et l'appartement de Louis, une des propriétés des Duke.
Au cours des premiers jours, la thèse de Randolph se réalise. Quitté par sa fiancée, rejeté par ses amis, dénué de ressources, Louis plonge rapidement dans la pauvreté. Il est recueilli par Ophélie, qui, prise de remords, avoue être une prostituée et avoir été payée par les Duke. Elle lui promet également de l'aider à regagner sa place dans la société. De son côté, Billy Ray use de sa sagesse populaire pour prédire avec justesse l’évolution du prix de plusieurs actifs, ce qui lui vaut quelques beaux succès sur le marché des contrats à terme. Louis tente par tous les moyens de regagner son rang et de discréditer Billy. Lors de la fête de Noël, il force l’entrée de son bureau pour dissimuler de la drogue et le faire accuser. Mais il est très rapidement maîtrisé, et, humilié, doit quitter les lieux.
Les Duke constatent que Randolph a gagné le pari. Mortimer lui remet donc la somme convenue : un dollar. L’expérience terminée, les deux frères s'accordent sur le fait que Billy n'a plus sa place au sein de l’entreprise. Mais ils ne savent pas que Billy, caché dans les toilettes, a surpris leur conversation. Écœuré d’avoir été pris pour un pion dans cette expérience, il décide de rejoindre Louis et Ophélie et de tout leur révéler.
Après avoir brièvement envisagé de se venger en assassinant les Duke, Louis et Billy, à présent devenus amis, conviennent que cette action leur vaudrait la prison, et que le meilleur moyen de prendre leur revanche est de ruiner les riches financiers, puisqu’il s’agit selon eux de la pire chose qu’il pourrait leur arriver. Ils apprennent que Beeks, l’employé des Duke, doit fournir à ses patrons un rapport confidentiel du Ministère de l’Agriculture concernant la production d’oranges, ceci afin qu’ils puissent disposer d’information d’initié sur le marché du jus d’orange concentré. Avec l'aide d'Ophélie et de Coleman, l'ancien domestique de Louis, ils parviennent à assommer Beeks à bord du train qu’il devait emprunter et à dérober le rapport. Ils fournissent ainsi aux Duke un rapport falsifié, dévoilant des conclusions opposées sur les prédictions de récolte. En effet, la récolte d’oranges a été bonne, mais le faux rapport fait croire que celle-ci a été mauvaise. Cette nouvelle, une fois divulguée, est censé provoquer une hausse du prix des oranges, mais aussi de la demande vers des alternatives sous forme de concentré.
Au World Trade Center, l’agent des Duke, convaincu par le faux rapport que le prix du jus d’orange concentré va fortement monter, achète de nombreux contrats à terme, espérant pouvoir les revendre ultérieurement, après la montée des prix, en tirant donc un important profit. Lorsque son comportement est identifié, les autres investisseurs commencent eux aussi à acheter des contrats à terme, ce qui tire rapidement le prix à la hausse. À ce moment, Louis et Billy, qui n’achètent aucun contrat à terme, profitent que la majorité des agents souhaitent en acheter pour s’afficher comme vendeurs (en se basant sur le principe de la vente à découvert). Ils vendent ainsi de nombreux contrats. C’est alors que les traders s’interrompent pour écouter la divulgation du rapport du Ministère de l’Agriculture à la télévision. Ce dernier annonce une bonne récolte, ce qui n’aura aucun incidence sur le prix des oranges, et provoque donc un effondrement du prix du jus d’orange concentré. L’agent des Duke est pris de court : il doit se défaire le plus vite possible de tous les contrats à terme qu’il a achetés plus tôt, en concurrence avec tous les autres investisseurs présent sur le marché, qui sont exactement dans la même situation. Pour leur part, Louis et Billy rachètent les contrats beaucoup moins chers que ce qu’ils les ont vendus.
La séance boursière s’achève sur un prix au plus bas pour le jus d’orange concentré : Louis et Billy sont riches et les Duke ont subi une perte de 394 millions de dollars, montant qu’il leur est impossible de régler immédiatement (comme le stipule le règlement de la Bourse). Leurs biens seront dès lors saisis et leurs avoirs gelés. Louis et Billy vont même jusqu’à narguer les Duke en annonçant qu’ils ont parié un dollar sur le fait qu’ils parviendraient à les ruiner. Face à la banqueroute, Mortimer se rebelle contre les autorités boursières et Randolph subit une attaque cardiaque.
La scène finale montre Louis, Billy Ray, Ophélie et Coleman, à présent richissimes, passant des vacances sur une plage tropicale.

## Fiche technique
Sauf indication contraire, les informations mentionnées dans cette section peuvent être confirmées par la base de données cinématographiques IMDb,  présente dans la section « Liens externes ».
- Titre français : Un fauteuil pour deux
- Titre original : Trading Places
- Réalisation : John Landis
- Scénario : Timothy Harris et Herschel Weingrod
- Photographie : Robert Paynter
- Musique : Elmer Bernstein
- Décors : Gene Rudolf
- Costumes : Deborah Nadoolman
- Montage : Malcolm Campbell
- Production : Aaron Russo
- Sociétés de production : Paramount Pictures et Cinema Group Ventures
- Distribution : Paramount Pictures (États-Unis), Cinema International Corporation (France)
- Budget : 15 000 000 $[1]
- Pays d'origine :  États-Unis
- Langue originale : anglais
- Format : Couleur (Technicolor) - 1.85:1 - 35 mm - son monophonique
- Genre : comédie
- Durée : 114 minutes
- Dates de sortie :
  - États-Unis : 8 juin 1983
  - France : 16 novembre 1983

## Distribution
- Dan Aykroyd (VF : Claude Rollet) : Louis Winthorpe III
- Eddie Murphy (VF : Med Hondo) : Billy Ray Valentine
- Jamie Lee Curtis (VF : Annie Balestra) : Ophelie (Ophelia en VO)
- Ralph Bellamy (VF : Louis Arbessier) : Randolph Duke
- Don Ameche (VF : Henri Labussière) : Mortimer Duke
- Denholm Elliott (VF : Gabriel Cattand) : Coleman
- Kristin Holby (VF : Françoise Dorner) : Penelope Witherspoon
- Paul Gleason (VF : Jean-Claude Balard) : Clarence Beeks
- Ron Taylor (VF : Jean Michaud) : le gros bras no 1 en cellule
- James D. Turner (VF : Alain Dorval[2]) : le gros bras no 2 en cellule (qui dit « Ouais ! »)
- Kelly Curtis : Muffy
- Alfred Drake (VF : Roger Lumont) : le président de la bourse
- Bo Diddley (VF : Michel Beaune) : le préteur sur gages
- Bill Cobbs (VF : Alain Dorval[2]) : Terry, le barman
- Frank Oz (VF : Michel Prud'homme) : le policier à l'interrogatoire
- Richard Hunt : Wilson
- John Bedford Lloyd : Andrew
- Robert Curtis Brown (VF : Michel Paulin) : Todd
- Nicholas Guest (en) : Harry
- James Belushi (VF : Vincent Violette) : Harvey
- Al Franken (VF : Roger Lumont) : le premier bagagiste
- Tom Davis (VF : Jean-Pierre Leroux) : le second bagagiste
- Robert Earl Jones : un domestique
- Avon Long : Ezra
- James Eckhouse : un gardien de prison
- Giancarlo Esposito : un détenu
- Arleen Sorkin : une femme à la fête
- John Landis : l'homme à la mallette (caméo)

## Production

### Genèse et développement
Timothy Harris a l'idée de départ lors d'un match de tennis. Il imagine la rivalité entre deux frères. Il commence ensuite à développer l'intrigue avec son partenaire d'écriture, Herschel Weingrod. Ils décident de situer l'histoire dans l'univers de la bourse de commerce et avec la notion des choses innées et acquises. Ils font de nombreuses recherches pour alimenter leur scénario, notamment pour comprendre le fonctionnement d'une salle de marchés. Les deux scénaristes décident de situer le film à Philadelphie en raison des liens de la ville avec le pays, le rêve américain ou encore l'idéalisme américain. Par ailleurs, après avoir imaginé deux frères, il est décidé que l'un des deux sera finalement un Afro-américain nommé Billy Valentine et venant de la rue.
Le script est vendu à Paramount Pictures sous le titre Black and White. Jeffrey Katzenberg propose le poste de réalisateur à John Landis. Bien que n'appréciant pas du tout le titre, John Landis apprécie le script qui rappelle selon lui les screwball comedies des années 1930 de Frank Capra, Leo McCarey, ou Preston Sturges, qui traitaient souvent de manière satirique la construction des classes sociales et les réflexions culturelles de leur époque. John Landis ambitionne alors de faire la même chose avec les années 1980,,.

### Attribution des rôles
Gene Wilder et Richard Pryor sont initialement envisagés pour les rôles principaux. Finalement, Richard Pryor n'est pas engagé en raison de problèmes de drogue,. Le rôle de Billy Ray revient alors à Eddie Murphy, qui vient de tourner dans 48 heures, autre production Paramount. Ne connaissant pas du tout l'humoriste, John Landis est séduit par la vidéo de son audition et se rend à New York pour le rencontrer.
Pour l'autre rôle principal, John Landis souhaite Dan Aykroyd qui partageait la tête d'affiche des Blues Brothers avec John Belushi. Le studio est cependant hésitant justement car l'acteur est perçu comme partie intégrante de ce duo et se demande s'il pourrait « exister » en solo. De plus, Dan Aykroyd vient de connaitre plusieurs échecs au box-office. Il sera finalement engagé mais avec un salaire diminué.
John Landis a également eu du mal à convaincre la Paramount d'engager Jamie Lee Curtis car le studio ne voit en elle qu'une Scream Queen cantonnée aux films d'horreur. Par ailleurs, sa sœur Kelly Curtis tient elle aussi un rôle dans le film.
Le rôle de Coleman est d'abord proposé à John Gielgud et Ronnie Barker, avant de revenir à Denholm Elliott. Par ailleurs, Ray Milland était le premier choix pour camper Mortimer Duke.
Comme dans de nombreux films de John Landis, Frank Oz tient ici un petit rôle.

### Tournage
Le tournage a lieu de novembre 1982 à janvier 1983. Il se déroule à :
- Philadelphie (Rittenhouse Square, Delancey Place, institut Curtis, gare de 30th Street, Philadelphia City Hall, South Broad Street, Italian Market, parc national historique de l'indépendance, Community College, Spectrum,)
- New York (World Trade Center, Chamber of Commerce Building, Bronx, Seventh Regiment Armory, Brooklyn Heights,) et ses environs (Mill Neck)
- New Jersey (Pennsylvania Station à Newark)
- Sainte-Croix dans les Îles Vierges

Le tournage est compliqué pour John Landis car il se déroule quelque temps après le tragique accident sur le tournage de La Quatrième Dimension.

## Accueil
Le film est un immense succès commercial. Aux États-Unis et au Canada, il est le 4e meilleur film du box-office de 1983, avec 90 404 800 $. À l'international, il rapporte 30 200 000 $, portant le cumul à plus de 120 600 000 $ au box-office mondial. En France, il dépasse le million d'entrées (1 161 264 de spectateurs) mais n'est que 40e du box-office national annuel.

## Distinctions
Source : Internet Movie Database

### Récompenses
- NAACP Image Awards 1983 : meilleur acteur pour Eddie Murphy
- British Academy Film Awards 1984 : meilleur acteur dans un second rôle pour Denholm Elliott et meilleure actrice dans un second rôle pour Jamie Lee Curtis

### Nominations
- Oscars 1984 : meilleure adaptation musicale pour Elmer Bernstein
- Golden Globes 1984 : meilleur film musical ou de comédie et meilleur acteur dans un film musical ou une comédie pour Eddie Murphy
- British Academy Film Awards 1984 : meilleur scénario original
- Rubans d'argent 1984 : Ruban d'argent du réalisateur du meilleur film étranger

## Clins d'œil

### Clins d'œil
- Parmi les statues des figures célèbres de Philadelphie montrées dans les plans de début de film illustrant la ville, se trouve celle de Rocky Balboa (de la saga cinématographique éponyme) dont l'histoire sur la réussite et l'échec fait écho au sujet du film.
- Comme dans la plupart des films de John Landis, il est ici fait mention du film fictif See You Next Wednesday, ici sur une affiche dans l'appartement d'Ophélie[3].
- Le numéro de prisonnier de Louis (Dan Aykroyd's) est le 74745058, le même que celui de Jake Blues (John Belushi) dans Les Blues Brothers (1980), du même réalisateur et également avec Dan Aykroyd[3].
- Le portier à qui Winthorpe remet son manteau se nomme Folsey comme le producteur exécutif du film.

### Clins d'œil àUn fauteuil pour deuxdans d'autres films
- Les frères Randolph et Mortimer Duke (incarnés par Ralph Bellamy et Don Ameche) réapparaitront dans un autre film de John Landis : Un prince à New York (1988). Ils sont devenus deux clochards à qui le prince Akeem (Eddie Murphy) donne une liasse importante de billets. Randolph déclare alors : « Mortimer, c'est reparti ! » Son frère dira un moment après à Akeem : « Merci infiniment ! Déjeunons un de ces jours ! »[3].
- Dans Un prince à New York 2, Lavelle Joffer passe un entretien chez M. Duke (Colin Jost), neveu de Randolph et Mortimer.
- Dans le film Kingsman : Services secrets (2015) de Matthew Vaughn, Colin Firth demande à Taron Egerton s'il connait le film Un fauteuil pour deux, avant que ce dernier ne change de statut social pour devenir un agent Kingsman.